# Wilde Baridón
Wilde H. Baridón Ricca (* 26. April 1941 in Tarariras; † 29. November 1965 in Montevideo) war ein uruguayischer Radrennfahrer.

## Sportliche Laufbahn
Baridón war Teilnehmer der Olympischen Sommerspiele 1964 in Tokio. Im olympischen Straßenrennen wurde er beim Sieg von Mario Zanin auf dem 102. Rang klassiert. Im Mannschaftszeitfahren kam das Team aus Uruguay mit Wilde Baridón, Vid Cencic, Francisco Pérez und Ricardo Vázquez auf den 10. Platz.
Im Mannschaftszeitfahren der Panamerikanischen Spiele 1963 gewann er die Goldmedaille. Im Einzelrennen holte er Silber hinter Gregorio Carrizales. Im Etappenrennen Mil Millas Orientales wurde er 1964 4. und 1965 5.